# Demi-dollar commémoratif de la piste de l'Oregon

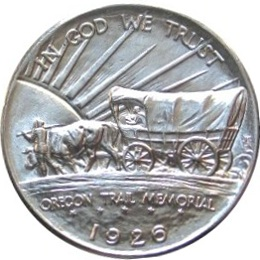
L'une des faces du demi-dollar Mémorial de la piste de l'Oregon.

Le demi-dollar Mémorial de la piste de l'Oregon est une pièce de monnaie commémorative, d'une valeur de cinquante cents américains, émise de manière discontinue, entre 1926 et 1939, par la Monnaie des États-Unis. Dessinée par le couple Laura Gardin et James Earle Fraser, la pièce est créée afin de commémorer les pionniers qui ont traversé la Piste de l'Oregon et ont peuplé la côte Ouest des États-Unis au milieu du XIXe siècle.